# Método Decroly
Es un método de enseñanza ideado por Ovide Decroly. Se sustenta en que el descubrimiento de las necesidades del niño permite conocer sus intereses, los cuales atraerán y mantendrán su atención y así, será el propio niño quien busque el conocimiento.

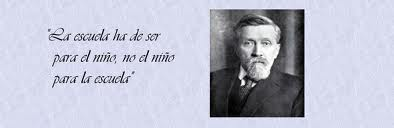
Frase que sintetiza el propósito del método Decroly

Propugna la observación activa del medio como método a seguir, y así como la supresión de un horario fijo y la enseñanza cíclica para los centros de interés, para que en cada curso se desarrollen nociones de las distintas asignaturas.
Destaca que sugiere que un ratio máximo de veinte alumnos por aula y que sean los más homogéneos posible. Además, para Decroly la escuela deber ser activa, debe permitir al niño expresar sus tendencias a la inquietud y el juego.

## Fundamentos psicofisiológicos
- 1º El objetivo del programa de la Escuela debe ser el aprendizaje para la vida, y debe tener por base las necesidades del hombre según su constitución psicológica y la constitución social: comer, beber, abrigarse, defensa contra ciertos peligros, desarrollo psíquico, instrucción, aprendizaje de una profesión etc.

- 2º El maestro debe procurar crear en el niño el hábito y el gusto por el trabajo y el estudio, tratando de hacer atractivas las lecciones mediante la constante excitación de los sentidos del niño o niña.

- 3º El profesor no debe "hablar mucho" en sus clases, debe enseñar más con hechos que con palabras. La función del profesor es presentar, hacer observar, analizar, manipular, experimentar, construir, coleccionar... Esto se debe a que Decroly considera que la enseñanza teórica es muy cómoda para el maestro, pero muy difícil para el alumno. Además los conocimientos deben surgir de la observación del alumno.

- 4º El profesor debe esforzarse en no suprimir la libertad del niño, sino por el contrario, en dar entera satisfacción a sus necesidades de actividad y movimiento.

Se considera que la "memoria muscular" es un recurso poderoso para asegurar la duración de los conocimientos. Sobre la base de esto, el maestro debe juntar la observación directa y la investigación personal del alumno para la construcción de los elementos de estudio.
- 5º La escuela está en todas partes:  la cocina, el comedor, el jardín... etc. Partiendo de esto, afirma que cualquier lugar es válido para el aprendizaje, y que estos espacios ofrecen más posibilidades que el aula propiamente dicha.

- 6º La enseñanza debe proporcionar al alumno buenos métodos de trabajo. Por eso, se le enseña a servirse de los libros de la biblioteca, a recurrir a las fuentes de consulta y de información, a tomar notas... Es decir, a aprender a organizarse y a informarse.

- 7º Los ejercicios de lenguaje y de elocución no tienen solamente objeto de proveer al niño de un vocabulario detrás de cuyas palabras ve siempre una realidad concreta, sino también el de provocar asociaciones de ideas que formen su juicio, obligándole a buscar la razón de ser, la filosofía de las cosas.

- 8º Los estudios de un niño estarán graduados y conducidos de tal manera que le hagan revivir las fases sucesivas las cuales ha pasado la humanidad, es decir, deben seguir una secuencias cronológica.

## El método Decroly
Según Decroly la finalidad de la Escuela es preparar al niño para la vida social y debe ser iniciado en el conocimiento de su propia personalidad (consciencia de su yo; de sus necesidades, aspiraciones, fines e ideales), y en el conocimiento del medio natural y humano en el que vive.
De estos dos núcleos de ideas se extraen cuatro temas fundamentales a tratar: 
- El ser vivo en general.
- El hombre en particular.
- La naturaleza.
- La sociedad.

Esto hace que sea necesario estructurar las actividades en dos categorías: las que se refieren al individuo (funciones individuales) y las que conciernen a la especie (funciones sociales).
Decroly llega a establecer cuatro necesidades primordiales a las que se dirige la actividad humana:
- Necesidad de alimentarse: Comida, bebida, respiración, limpieza... Sería las necesidades más básicas de supervivencia.

- Necesidad de luchar contra las intemperies: Alude a la necesidad de llevar ropa, de tener una casa, de refugiarse del mal tiempo...

- Necesidad de defenderse: Hace referencia a la necesidad de adquirir conocimientos para defenderse en la vida, es decir, el adiestramiento, la instrucción la educación.

- Necesidad de trabajar: Se refiere a la necesidad de capacitarse para la vida laboral.

Asimismo, para Decroly el medio es una pluralidad compuesto por el niño y la familia, el niño y la escuela, el niño y la sociedad, el niño y los animales, el niño y las plantes, el niño y la tierra; y el niño y el sol, la luna y las estrellas. En palabras de Pestalozzi: "El niño en el centro de todo".
Cada punto ha de tratarse en tres aspectos:
- Ventajas que ofrece para el hombre y manera de obtenerlas.
- Inconvenientes que presentan y medios para evitarlo.
- Conclusiones prácticas sobre el modo en que el niño debe actuar para su mayor bien y el de la sociedad.

El procedimiento de aprendizaje de Decroly se reduce a tres puntos: Observación, asociación y expresión.
- Observación: El objeto de esta fase es acostumbrar al niño a hacerse cargo de los seres, las cosas, los fenómenos etc. Esto supone el cálculo y la media, el lenguaje y las ciencias naturales. El niño obtiene los conocimientos mediante la observación del entorno y con la ayuda del maestro.

- Asociación: El fin de esta fase es relacionar los conocimiento adquiridos por la observación. No basta con tener los conocimientos, sino que se debe saber relacionarlos entre sí.

- Expresión: En esta fase se pretende comprobar la legitimidad de los juicios del niño, es decir, el nivel de adquisición. Corresponde a la expresión oral y gráfica, a los dibujos, los ejercicios físicos y los trabajos manuales que demuestran si el niño ha obtenido y retenido realmente los conocimientos aprendidos.

Para Decroly, estas tres fases encierran el aprendizaje a través de sentir, pensar y expresar, que forman la trama de la actividad mental.